# Ruby Murray
Ruby Florence Murray (29 maart 1935 - 17 december 1996) was een van de meest populaire zangeressen in het Verenigd Koninkrijk en Ierland in de jaren 50. In 1955 behaalde zij zeven top 10-singles.

## Levensloop
Ruby Murray werd geboren in Belfast. Als kind was zij reeds entertainer en op 12-jarige leeftijd verscheen zij voor het eerst op televisie.
Murray kreeg een platencontract aangeboden bij Columbia Records. In 1954 maakte haar debuutsingle Heartbeat het tot no. 3 in de hitparade. Zij verscheen eveneens als vaste zangeres in het televisieprogramma Quite Contrary. Haar tweede single, Softly Softly, werd in het begin van 1955 een no. 1 hit. In datzelfde jaar brak Murray alle records door in één week 5 singles in de top 20 te hebben.
De jaren 50 waren voor Murray een uiterst drukbezette periode. Zij had haar eigen televisieprogramma, trad op in het London Palladium met Norman Wisdom, werd door koningin Elizabeth uitgenodigd voor hof voorstellingen, en trad op over de gehele wereld. Ook verscheen zij in de film A Touch of the Sun.
Ruby Murray huwde Bernie Burgess in 1957 en scheidde van hem in 1976. Zij kregen twee kinderen. In 1991 huwde zij opnieuw.
In 1959 scoorde Murray haar laatste hit. Zij leed aan alcoholisme en stierf op 61-jarige leeftijd aan leverkanker in Devon.

## Hits in het Verenigd Koninkrijk
- Heartbeat (1954) (no. 3)
- Softly, Softly (1955) (no. 1)
- Happy Days And Lonely Nights (no. 6)
- Let Me Go, Lover! (no. 5)
- If Anyone Finds This, I Love You (no. 4)
- Evermore (no. 3)
- I'll Come When You Call (no. 6)
- The Very First Christmas Of All (no. 9)
- You Are My First Love (1956) (no. 16)
- Real love (1958) (no. 18)
- Goodbye Jimmy, Goodbye (1959) (no. 10)

- Bibsys: 7072212
- Biblioteca Nacional de España: XX1029855
- Gemeinsame Normdatei: 11945887X
- International Standard Name Identifier: 0000 0000 7822 2878
- Library of Congress Control Number: n95103558
- MusicBrainz: eedc39bd-6906-42b3-8668-0b4154b54b61
- Nationale Bibliotheek van Israël: 987007342757105171
- Nederlandse Thesaurus van Auteursnamen: 070602166
- Istituto Centrale per il Catalogo Unico: DDSV140416
- Virtual International Authority File: 45112314
- WorldCat: E39PBJvXhq6HW8grMGJx4HB3wC